# Остролодочник остролистный
Остролодочник остролистный (лат. Oxytropis oxyphylla) — вид растений рода Остролодочник (Oxytropis) семейства Бобовые (Fabaceae), растущий в степях на каменисто-щебнистых склонах, также в песчаных и солонцеватых местах.

## Ботаническое описание
Растение серовато-зелёное, с несколькими каудексами, но дерновинок почти не образует. Листья равны цветоносам или немного короче. Прилистники плёнчатые, приросшие к черешку, вверху заострённые, по краю с ресничками. Листочки линейно-ланцетные, длинные (10—20 мм), в 4—10 мутовках, густо опушены полуприжатыми длинными белыми волосками.
Цветоносы тонкие, восходящие, с мелкими белыми прижатыми и рассеянными длинными белыми волосками. Кисти головчатые или продолговатые. Прицветники узкие, короче чашечки. Чашечка трубчатая, с отстоящими белыми и полуотстоящими чёрными волосками, с узкими зубцами в 3 раза короче трубки. Венчик беловато-фиолетовый. Флаг 15—17 мм длиной, с обратнояйцевидным, едва выемчатым отгибом. Лодочка с острием 1—1,5 мм длиной. Бобы округло-яйцевидные, мелкие (10—12 мм длиной), отстояще-беловолосистые, иногда почти голые, с очень узкой брюшной перегородкой (почти одногнёздные). 2n=16.